# Horváth Zsolt (politikus, 1969)
Horváth Zsolt (Veszprém, 1969. március 29. –) jogász, politikus, országgyűlési képviselő. Alapító tagja a Védegylet Veszprémért Egyesületnek.

## Életpályája
1987-ben érettségizett a veszprémi Közgazdasági Szakközépiskola számvitel-gazdálkodási szakán. 1991–1993 között a Veszprém Televízió műsorvezetője volt. 1993–1996 között a Testnevelési Főiskola sportmenedzseri szakán tanult. 1993–2002 között a Rög-Zit Gaz. és Informatikai Bt. ügyvezetője volt. 1997–2002 között a Pázmány Péter Katolikus Egyetem Jog és Államtudományi Karának hallgatója volt. 2000-ben a veszprémi kistérség kistérségi megbízottja lett. 2002–2005 között egy veszprémi ügyvédi iroda ügyvédjelöltjeként tevékenykedett. 2002–2004 között szintén a Pázmány Péter Katolikus Egyetemen Európa jogi szakjogászi diplomát kapott. 2005-től a Fidesz tagja. 2005-től közbeszerzési szakértőként dolgozott több önkormányzat megbízásából. 2006-ban közbeszerzési referensi oklevelet szerzett. 2006–2014 között országgyűlési képviselő volt (Veszprém megyei 6. számú választókerület). 2007-től a Semmelweis Egyetem sport-nevelés és társadalomtudományi doktori iskolájában tanult. 2006 októberétől részt vett a Nemzeti Fórum Egyesület munkájában. 2007-től a Pannon Térség Fejlődéséért Alapítvány kuratóriumának elnöke. 2010–2014 között a Veszprém Megyei Közgyűlés tagja volt. 2013-tól a Veszprém megyei Értéktár Bizottság elnöke.

## Művei
- "Az igazat nem hamisítom, a hamisat nem igazítom" (dokumentumkötet szerkesztője dr. Horváth Balázsról; 2007)
- A Veszprém megyei hungarikum mozgalom értékeit bemutató könyvek szerkesztője
  - Hagyományok, értékek, hungarikumok Veszprém megyében (2010)
  - Lovak, lovasok – lovas értékek és hagyományok Veszprém megyében (2011)
  - Ízek, illatok, receptek – a vidék éléskamrája (2013)
  - Hagyományok, magyar értékek és hungarikumok Veszprém megyében (2014)
- "Minden közösségnek vannak értékei" című módszertani kiadván szerkesztője
- "Legyél Te is értékőr" címmel módszertani DVD készítője a fiatalok szerepvállalásáról a hungarikum mozgalomban
- "Szeresd a magyart" című magazin szerkesztője (2014-2015)
- "Fiatalokkal az értékek nyomában" címmel 15 részes filmsorozat szerkesztője (2015)
- "Minden értéknek legyen közössége" című kiadvány szerkesztője (2018)